# Leather

La bandera de orgullo leather, también utilizada por las subculturas aficionadas a los fetichismos sexuales y al BDSM.

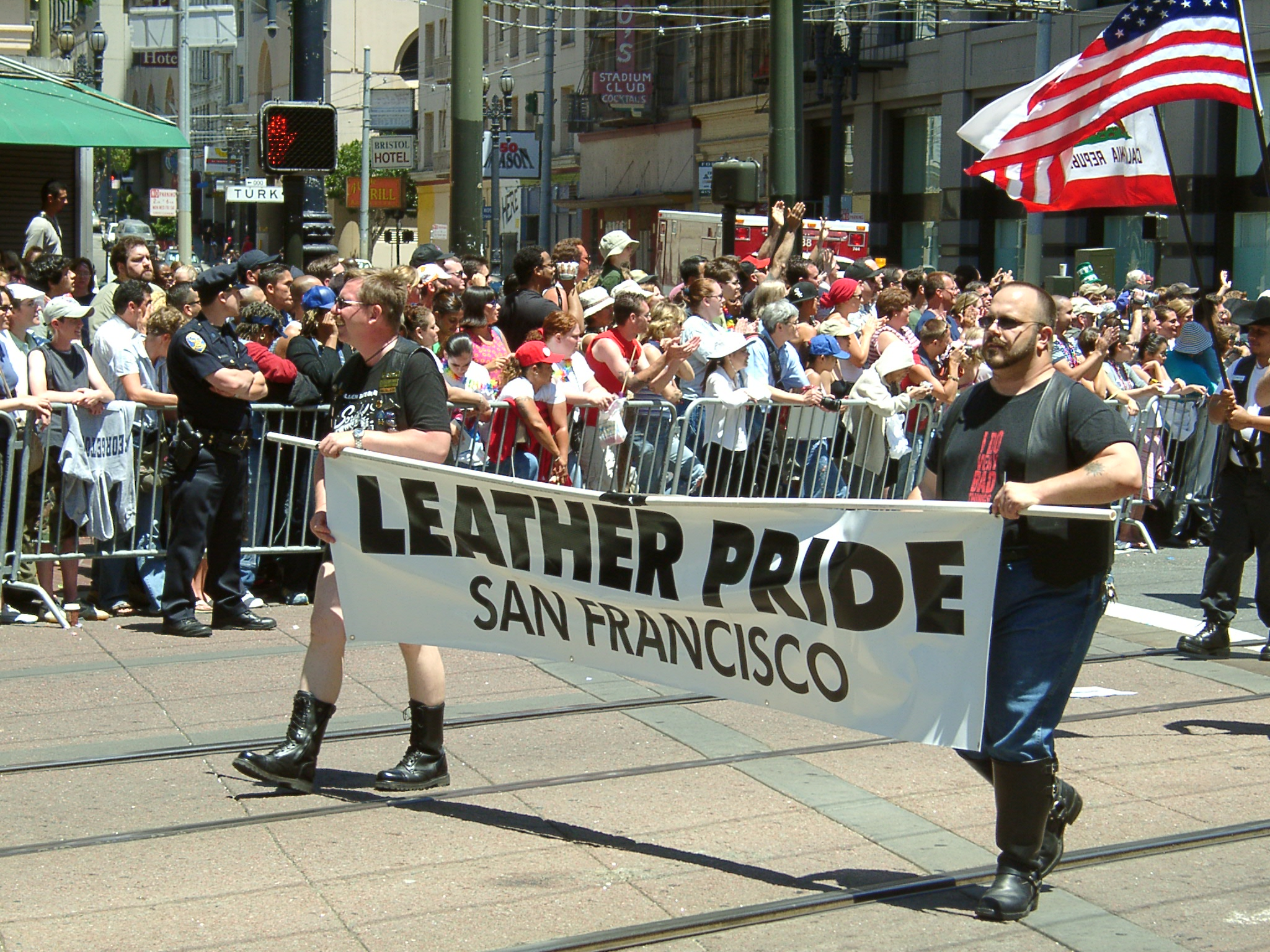
Un grupo leather en una marcha del orgullo gay en San Francisco, California.

La subcultura leather (del inglés “cuero”) comprende prácticas e indumentos que se organizan con un fin sexual o erótico. Una de las maneras en las que el grupo se distingue de las culturas sexuales convencionales es mediante el uso de indumentos de color negro y artículos de cuero.
Aunque la cultura leather es más visible en la comunidad gay y se la suele asociar con hombres gais, en realidad se manifiesta de muchas maneras en el mundo gay, lésbico, bisexual, y heterosexual. Muchas personas asocian la cultura leather con prácticas de bondage, disciplina, dominación, sumisión y sadomasoquismo. Pero para otros, usar indumentos de cuero de color negro es simplemente una moda erótica que realza la masculinidad del portador o reclama el poder sexual; la afición por las motocicletas y la independencia; y/o una erotización o fetichización en torno al cuero y otros productos de la cultura leather.

## Las mujeres y la culturaleather
En el comienzo, pocas mujeres lesbianas y pocos heterosexuales participaron de la cultura leather. Pat Califia, una activista lesbiana que participó de la cultura 'leather' de San Francisco, fue la primera en definir la subcultura leather lésbica. En 1978, Califia fundó uno de los primeros grupos S/M lésbicos, Samois. Con el paso de los años, Califia se convirtió en una escritora prolífica de literatura erótica lésbica BDSM y de guías sexuales.

## Influencia en la estética heavy metal
La subcultura leather influyó considerablemente en la estética de las primeras bandas de Heavy Metal, destacando Judas Priest, a través de su cantante Rob Halford. Esta estética caló definitivamente en el movimiento, llegando a convertirse en característica del estilo. En los noventa sería recuperada por el Black metal y los estilos similares.

## Lugares y eventos

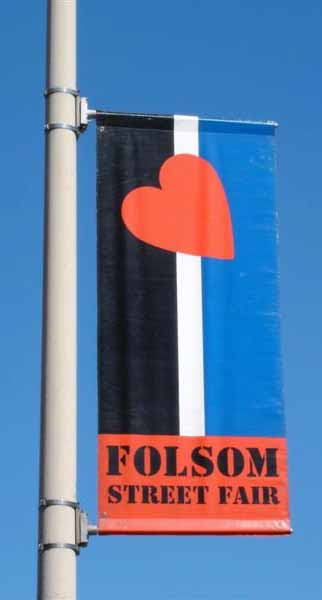
Bandera de la feria de la calle Folsom (versión vertical simplificada de la bandera del orgullo de cuero).

Decenas de barras de temática leather llevan el nombre "Eagle" o alguna variante del mismo; aunque son de propiedad independiente, estos bares Eagle comparten un enfoque en el cuero, el kink y la masculinidad.

### Eventos
La Folsom Street Fair (Feria de la calle Folsom), que comenzó en 1984, es una feria callejera anual de BDSM y subcultura leather que se lleva a cabo en septiembre y culmina la "Semana del Orgullo Leather" de San Francisco. La Folsom Street Fair, a veces denominada simplemente "Folsom", se lleva a cabo en la calle Folsom entre las calles 8 y 13, en el distrito South of Market de San Francisco. El evento es el tercer evento para espectadores al aire libre de un solo día más grande de California y el evento de cuero y exhibición de productos y cultura BDSM más grande del mundo. Folsom Street Events ahora organiza muchos eventos cada año, incluido Folsom Europe y Up Your Alley Fair.
Otros grandes eventos incluyen Easter Berlin (el evento de cuero más grande de Europa), International Mr. Leather y Mister Leather Europe, y Amsterdam Leather Pride.

### Archivos
Muchos museos, archivos y bibliotecas LGBT recopilan material relacionado con las comunidades del cuero, y muchos tienen colecciones sustanciales, incluidos los Australian Queer Archives y el Museo y Archivos Leather, este último con sede en Chicago. En 1991, Chuck Renslow y Tony DeBlase fundaron Museo y Archivos Leather “como un archivo comunitario, una biblioteca y un museo de la historia y la cultura del cuero, la perversión, el fetiche y el BDSM”. En 2005, Viola Johnson fundó The Carter-Johnson Leather Library, "una organización sin fines de lucro que consiste en una colección itinerante de miles de libros, revistas, carteles, pines de arte, clubes y eventos, periódicos, programas de eventos y objetos efímeros que muestran la historia erótica del cuero, fetichismo, S/M".

### Distritos culturales
El Distrito Cultural Leather & LGBTQ se creó en el barrio South of Market (SoMa) de San Francisco en 2018. Incluye el San Francisco South of Market Leather History Alley, con cuatro obras de arte, que se inauguró en 2017; las cuatro obras de arte son: una piedra de granito negro grabada con una narración de Gayle Rubin, una imagen de la estatua "Leather David" de Mike Caffee, una reproducción del mural de Chuck Arnett de 1962 que estaba en The Tool Box (un bar gay dedicado a la subcultura leather), monolitos de piedra grabados y que honran a las instituciones comunitarias del cuero (una de ellas es la Folsom Street Fair), marcas en el pavimento de la bandera del orgullo leather a través de las cuales emergen las piedras y huellas de botas de bronce a lo largo de la acera que honran a 28 personas que fueron una parte importante de las comunidades del cuero de San Francisco.